# Erik Olof Holmberg
Erik Olof Holmberg, född 30 maj 1916 i Gustav Vasa församling, Stockholm, död 5 juni 2004 i Överjärna församling, Stockholms län, var en svensk arkitekt. 

## Biografi
Holmberg, som var son till arkitekt Olof Holmberg och Ilse Schwarzlose, avlade studentexamen 1935 samt utexaminerades från Kungliga Tekniska högskolan 1941 och från Kungliga Konsthögskolan 1944. Han blev arkitekt på Kooperativa förbundets arkitektkontor 1940, var anställd av Svenska Riksbyggen 1944–1946 och byrådirektör vid Byggnadsstyrelsen 1955–1957. Han blev arkitekt vid Eglers stadsplanebyrå AB 1946 och var chefskonsult där från 1965 (styrelseledamot). Han var stadsarkitekt i Vallentuna landskommun 1953–1957, i Grangärde landskommun 1957–1970 och stadsarkitekt i Ludvika kommun 1971–1977.[källa behövs] Han utförde bland annat generalplaner för Kiruna, Gällivare-Malmberget, Piteå, Grängesberg och Sala samt regionplan för Karlstad kommunblock. Han skrev artiklar i tidskriften "Plan" och var ansvarig utgivare tidskriften "Antropos".